# 21514 Gamalski
A 21514 Gamalski (ideiglenes jelöléssel 1998 KS48) a Naprendszer kisbolygóövében található aszteroida. A LINEAR projekt keretében fedezték fel 1998. május 22-én.